# Dario Marianelli
Dario Marianelli (né en 1963 à Pise - ) est un compositeur de musique de films  de nationalité italienne, vivant à Londres depuis 1990. Il a remporté l'Oscar de la meilleure musique de film en 2008 pour Reviens-moi.
Il a notamment composé la musique de la plupart des films du réalisateur anglais Joe Wright : Orgueil et Préjugés (2005), Reviens-moi (2007), Le Soliste (2009) et Anna Karénine (2012).
Il est également connu pour avoir composé la musique des Frères Grimm de Terry Gilliam et du film V for Vendetta écrit par les Wachowski, ainsi que du film Agora réalisé par Alejandro Amenábar.
Récemment, il a composé la musique du film Everest, adapté du récit Tragédie à l'Everest de Jon Krakauer.

## Filmographie

### Cinéma

#### Années 1990
- 1994 : Ailsa de Paddy Breathnach
- 1995 : The Long Way Home de Paddy Breathnach
- 1997 : Irish Crime (I Went Dow) de Paddy Breathnach

#### Années 2000
- 2000 : Being Considered de Jonathan Newman
- 2000 : Pandemonium de Julien Temple
- 2001 : Happy Now de Philippa Cousins
- 2001 : The Warrior d'Asif Kapadia
- 2002 : In This World de Michael Winterbottom
- 2003 : Rose et Cassandra (I Capture the Castle) de Tim Fywell
- 2003 : September de Max Färberböck
- 2003 : Cheeky de David Thewlis
- 2005 : Orgueil et Préjugés (Pride & Prejudice) de Joe Wright
- 2005 : Les Frères Grimm (The Brothers Grimm) de Terry Gilliam
- 2005 : Shooting Dogs de Michael Caton-Jones
- 2005 : Sauf le respect que je vous dois de Fabienne Godet
- 2005 : V for Vendetta de James McTeigue
- 2006 : Le Secret de Kelly-Anne (Opal Dream) de Peter Cattaneo
- 2006 : The Return d'Asif Kapadia
- 2007 : Goodbye Bafana de Bille August
- 2007 : Shrooms de Paddy Breathnach
- 2007 : Reviens-moi (Atonement) de Joe Wright
- 2007 : Far North d'Asif Kapadia
- 2007 : A vif (The Brave One) de Neil Jordan
- 2009 : Le Soliste (The Soloist) de Joe Wright
- 2009 : Agora (Agora) de Alejandro Amenábar
- 2009 :  Everybody's Fine de Kirk Jones

#### Années 2010
- 2010 : Mange, prie, aime (Eat, pray, love) de Ryan Murphy
- 2011 : Jane Eyre de Cary Joji Fukunaga
- 2012 : Des saumons dans le désert (Salmon Fishing in the Yemen) de Lasse Hallström
- 2012 : Anna Karénine (Anna Karenina) de Joe Wright
- 2012 : Quartet de Dustin Hoffman
- 2013 : Crazy Joe (Hummingbird) de Steven Knight
- 2013 : Puzzle (Third Person) de Paul Haggis
- 2014 : Up and Down (A Long Way Down) de Pascal Chaumeil
- 2014 : Les Boxtrolls (The Boxtrolls) de Graham Annable et Anthony Stacchi
- 2015 : Joker (Wild Card) de Simon West
- 2015 : Everest de Baltasar Kormákur
- 2016 : Ali and Nino d'Asif Kapadia
- 2016 : Kubo et l'Armure magique (Kubo and the Two Strings) de Travis Knight
- 2016 : Hippie Hippie Shake de Beeban Kidron
- 2017 : Les Heures sombres (Darkest Hour) de Joe Wright
- 2017 : Paddington 2 de Paul King
- 2018 : Nome di donna de Marco Tullio Giordana
- 2019 : Pinocchio de Matteo Garrone

#### Années 2020
- 2021 : Un garçon nommé Noël (A Boy Called Christmas) de Gil Kenan
- 2024 : SOS Fantômes : La Menace de glace (Ghostbusters: Frozen Empire) de Gil Kenan

### Télévision
- 1999 : Southpaw: The Francis Barrett Story (documentaire)
- 2000 : Private Lives of the Pharaohs (mini-série documentaire) (3 épisodes)
- 2002 : Into the Great Pyramid (documentaire)
- 2002 : Blood Strangers (téléfilm)
- 2003 : This Little Life (téléfilm)
- 2004 : Passer By (téléfilm)
- 2006 : 9/11: The Falling Man (documentaire)
- 2006 : We Are Together (Thina Simunye) (documentaire)
- 2008 : Uneternal City (documentaire)

### Courts métrages
- 1994 : Models Required
- 1996 : I Don't
- 1997 : The Sheep Thief
- 1999 : Preserve
- 1999 : The Funeral of the Last Gypsy King
- 2002 : The Visitor
- 2003 : The Bypass
- 2008 : Trancity
- 2008 : I My World
- 2010 : Tick Tock Tale

## Récompenses
- 2008 : Oscar de la meilleure musique de film pour Reviens-moi
- 2008 : Golden Globe de la meilleure musique de film pour Reviens-moi

## Nominations
- 2013 : Golden Globe de la meilleure musique de film pour Anna Karénine
- 2013 : Oscar de la meilleure musique de film pour Anna Karénine